# Campeonato Paranaense de Futebol de 1986
O Campeonato Paranaense de 1986 foi a 72° edição do maior torneio de futebol profissional  do estado do Paraná. Foram doze equipes que participaram do campeonato, com um acesso e um rebaixamento, e com mais uma nova fórmula de disputa. O campeonato teve a volta de um time de Santo Antônio da Platina; a Sociedade Esportiva Platinense, que fez um bom papel, mas terminou na 5° colocação e o Coritiba Foot Ball Club voltou a ser o campeão batendo na final outro clube da capital do estado, o Esporte Clube Pinheiros. A artilharia do campeonato ficou com Cláudio José do Londrina Esporte Clube, que marcou quinze gols e a equipe do sudoeste, o Toledo Futebol Clube, foi rebaixado para a segunda divisão. A média de público deste campeonato ficou em 3.594 pagantes.

## Participantes
| Equipe                          | Cidade                   | Região                            | No ano anterior                                                       | Estádio                                   | Capacidade | Títulos             | Participações |
| ------------------------------- | ------------------------ | --------------------------------- | --------------------------------------------------------------------- | ----------------------------------------- | ---------- | ------------------- | ------------- |
| Coritiba Foot Ball Club         | Curitiba                 | Região Metropolitana de Curitiba  | Terceiro Lugar                                                        | Estádio Major Antônio Couto Pereira       | 38.000     | 27 (último em 1979) | 63            |
| Clube Atlético Paranaense       | Curitiba                 | Região Metropolitana de Curitiba  | Campeão                                                               | Estádio Joaquim Américo                   | --         | 14 (último em 1985) | 53            |
| Londrina Esporte Clube          | Londrina                 | Microrregião de Londrina          | Sétimo Lugar                                                          | Estádio do Café                           | 36.000     | 2 (1962, 1981 )     | 16            |
| União Bandeirante Futebol Clube | Bandeirantes             | Microrregião de Cornélio Procópio | Quarto Lugar                                                          | Estádio Comendador Luís Meneghel          | 10.000     | 0 (não possui)      | 21            |
| Colorado Esporte Clube          | Curitiba                 | Região Metropolitana de Curitiba  | Décimo Lugar                                                          | Estádio Durival Britto e Silva            | 17.000     | 1 (1980)            | 15            |
| Grêmio de Esportes Maringá      | Maringá                  | Microrregião de Maringá           | Sexto Lugar                                                           | Estádio Willie Davids                     | 21.600     | 3 (1963,1964,1977)  | 24            |
| Sociedade Esportiva Matsubara   | Cambará                  | Microrregião de Jacarezinho       | Nono Lugar                                                            | Estádio Gustavo Nunes Diniz               | --         | 0 (não possui)      | 10            |
| Toledo Futebol Clube            | Toledo                   | Microrregião de Toledo            | Décimo Primeiro Lugar                                                 | Estádio 14 de Dezembro                    | 15.280     | 0 (não possui)      | 8             |
| Cascavel Esporte Clube          | Cascavel                 | Microrregião de Cascavel          | Quinto Lugar                                                          | Estádio Olímpico Regional Arnaldo Busatto | 28.125     | 1 (1980)            | 7             |
| Pinheiros                       | Curitiba                 | Região Metropolitana de Curitiba  | Vice Campeão                                                          | Estádio Érton Coelho de Queiroz           | 10.000     | 1 (1984)            | 13            |
| Apucarana Atlético Clube        | Apucarana                | Microrregião de Apucarana         | Oitavo Lugar                                                          | Estádio Bom Jesus da Lapa                 | 11.000     | 0 (não possui)      | 5             |
| Sociedade Esportiva Platinense  | Santo Antônio da Platina | Microrregião de Jacarezinho       | Campeão do Campeonato Paranaense de Futebol de 1985 - Segunda Divisão | Estádio José Eleutério da Silva           | --         | 0 (não possui)      | 2             |

## Classificação
- 1º Coritiba Foot Ball Club
- 2º Esporte Clube Pinheiros
- 3º Cascavel Esporte Clube
- 4º Londrina Esporte Clube
- 5º Sociedade Esportiva Platinense
- 6º Colorado Esporte Clube
- 7º Clube Atlético Paranaense
- 8º Grêmio Maringá
- 9º União Bandeirante Futebol Clube
- 10º Apucarana Atlético Clube
- 11º Sociedade Esportiva Matsubara
- 12º Toledo Futebol Clube

## Regulamento
O Campeonato Paranaense de 1986 contou com duas fases. Em cada turno disputado, haveria um quadrangular e após o confronto de todos contra todos neste quadrangular, os vencedores participariam do quadrangular final, classificando-se os finalistas.

## Final
Foram dois jogos realizados para se conhecer o campeão paranaense de 1986 entre Coritiba e Pinheiros. O primeiro jogo aconteceu no Estádio Érton Coelho de Queiroz e o placar foi 0 x 1 para o Coritiba. O segundo jogo ocorreu no Estádio Major Antônio Couto Pereira, com o resultado de 3 x 0 para o campeão, o Coritiba.

## Campeão
| Campeão Paranaense de 1986         |
| ---------------------------------- |
| Coritiba Foot Ball Club 28° Título |